# Українець Володимир Володимирович
Володи́мир Володи́мирович Украї́нець  (1982—2022) — підполковник Служби безпеки України, учасник російсько-української війни, який загинув у ході російського вторгнення в Україну. Герой України (2023, посмертно).

## Життєпис
Народився 20 липня 1982 року. Закінчив Шепетівський НВК № 3 на Хмельниччині. Вищу освіту здобув у м. Кам'янець-Подільський, після чого працював у «Службі порятунку» в Державній службі України з надзвичайних ситуацій. Згодом мешкав у м. Запоріжжя. У вільний від роботи час займався альпінізмом та марафонським бігом
З початком російського вторгнення в Україну розпочав службу у складі тактичної групи вогневої підтримки. Служив старшим оперативним співробітником Управління СБУ в Запорізькій області.
29 листопада 2022 року у ході українського контрнаступу брав участь у проведення оперативно-бойового заходу біля с. Білогір'я Пологівського району Запорізької області, метою якого було виявлення особового складу, техніки та позицій противника. Володимир Українець ефективно коригував артилерію ЗСУ по силам та засобам ворога, подавляючи вогневі точки та завдаючи цим втрат його живій силі. Під час масованого авіаційного та артилерійського обстрілу по закритій українській позиції зазнав поранень, несумісних із життям.

## Нагороди
- Звання Герой України з удостоєнням ордена «Золота Зірка» (8.07.2023, посмертно)[4]. Нагороду отримали з рук президента України Володимира Зеленського 27 жовтня 2023 у м. Києві рідні Володимира Українця.[5]

## Вшанування пам'яті
У вересні 2023 року у Шепетівському НВК № 3 встановили меморіальну дошку випускнику школи — Герою України Володимиру Українцю.
У вересні 2023 в Запоріжжі перейменовано вулицю Новокузнецьку на вулицю Володимира Українця (Південний мікрорайон, Піски).